# سیارک ۲۳۳۳۱
سیارک ۲۳۳۳۱ (به انگلیسی: 23331 Halimzeidan، نامگذاری:2001BY43) بیست و سه هزار و سیصد و سی و یکمین سیارک کشف شده‌است که در ۱۹ ژانویه ۲۰۰۱ کشف شد.
قدر مطلق سیارک برابر ۱۵.۵ است.